# Бажын-Алаак
Бажын-Алаак (тув. Бажын-Алаак) — село в Дзун-Хемчикского кожууне Республики Тыва. Административный центр и единственный населённый пункт Чаданского сумона.

## География
Село находится у р. Чадан.
Улицы
ул. Ак-Судак, ул. Амаа Монгуш, ул. Карл Маркс, ул. Саая Доржу, ул. Улуг Кежиг.
К селу примыкают местечки (населённые пункты без статуса поселения) м. Арыг-Бажы, м. Белдир Бажы, м. Кызыл Хавак, м. Терек, м. Чангыс Хадын, м. Чинге-Даг, м. Чодар, м. Шарлан, м. Шиви Кудуруу.

## История
В 1959 году в селе снимался первый тывинский фильм "Люди голубых рек» режиссёра Андрея Апсолона.

## Население
| 2002  | 2010  | 2011  | 2012  | 2013  | 2014  | 2015  |
| ----- | ----- | ----- | ----- | ----- | ----- | ----- |
| 1527  | ↘1454 | ↘1447 | ↗1456 | ↗1479 | ↗1493 | ↗1509 |
| 2016  | 2017  | 2018  | 2019  | 2020  | 2021  |       |
| ↘1502 | ↗1509 | ↗1519 | ↘1514 | ↘1498 | ↘1204 |       |

## Известные жители
- Ховалыг, Кайгал-оол Ким-оолович — (1960, село Бажын-Алаак) — народный хоомейжи республики Тува, вокалист группы Хуун-Хуур-Ту, Заслуженный артист России (1994).
- Хунаштаар-оол Сурун-оолович Ооржак (11 сентября 1932 года, м. Мунгаш-Ак, с. Бажын-Алаак, Барун-Хемчикский район, Тувинская Народная республика — 1993) — Народный хоомейжи Республики Тыва.
- Ондар Монгун-оол Дуктенмеевич (23 июля 1975 года, с. Бажын-Алаак, Дзун-Хемчикский район, Тувинская АССР) — Народный хоомейжи Республики Тыва.
- Куулар Татьяна Маннай-ооловна (1949) — заслуженный работник образования Республики Тыва, ветеран спорта РСФСР, училась в Бажын-Алаакской средней школе.

## Инфраструктура
- МУУП БАЯН-ДУГАЙ БАЖЫН-АЛААК — Выращивание зерновых и зернобобовых культур
- СХК «ЭРТИНЕЛИГ» — Разведение крупного рогатого скота
- МУЧ БАЖЫН-АЛААКСКАЯ ШКОЛА
- СХК БУЗУРЕЛ — Разведение овец и коз
- МУЧ АДМ СП СУМОН ЧАДАНСКИЙ
- Д/С САЙЗАНАК
- Д/С ХУНЧУГЕШ
- МБУ СЕЛЬСКИЙ ДК «ЫРЛААР МААДЫР-ООЛ»

Сотовая связь
Действуют 3 оператора сотовой связи — Билайн, МТС и Мегафон.

## Транспорт
Дорога до райцентра Чаган и выход на федеральную трассу Р-257 «Подъезд к п. Бажын-Алаак». Автодороги местного значения.

## Достопримечательности
Устуу-Хурээ — один из самых крупных и известных буддийских монастырей Тувы, расположен в 7 км к юго-востоку от города Чадана, в 1,5 км южнее дороги, ведущей в село Бажын-Алаак.
В 1959 году в селе велись съёмки первого тувинского фильма «Люди голубых рек».